# Les Déblok
Les Déblok est une bande dessinée créée par Sophie Hérout en 1989 et reprise par Florence Cestac et Nathalie Roques.

## Création
Le 23 juin 1989 paraît dans le journal de Mickey une rubrique illustrée intitulée Les Déblok créée par Sophie Hérout. Elle est ensuite reprise par Florence Cestac et Nathalie Roques qui la font évoluer en une bande dessinée en 1991-1992.

## Description
La série met en scène une famille classique dont les mésaventures ont pour but de faire rire le lecteur. Elle s'adresse aux jeunes, contrairement à d'autres œuvres de Cestac. Les scénarios ont une couleur autobiographique selon l'autrice.

## Éditions
En 1994 les Éditions du Seuil publient des recueils des gags prépubliés. C'est ensuite Dargaud qui reprend la série.
1. L'année des Déblok, dessin de Florence Cestac, scénario de Nathalie Roques, Éditions du Seuil, coll. Seuil Jeunesse, 1994.  (ISBN 2-02-020598-X)
2. Les Déblok rient (dessin), dessin de Florence Cestac, scénario de Nathalie Roques, Éditions du Seuil, coll. Seuil Jeunesse, 1995.  (ISBN 2-02-023932-9)
3. Les Déblok font le printemps dessin de Florence Cestac, scénario de Nathalie Roques, Éditions du Seuil, coll. Seuil Jeunesse, 1997.  (ISBN 2-205-04600-4)
4. Poilade de Déblok aux éclats de rire dessin de Florence Cestac, scénario de Nathalie Roques, Dargaud, 1997.  (ISBN 2-205-04613-6)[2]
5. Truffes et langues de chats à la Déblok dessin de Florence Cestac, scénario de Nathalie Roques, Dargaud, 1998.  (ISBN 2-205-04752-3)
6. Déblokeries à la crème anglaise, scénario et dessin de Florence Cestac, Dargaud, 1999.  (ISBN 2-205-04864-3) (BNF 37041515)
7. Farandole de farces à la Déblok, scénario et dessin de Florence Cestac, Dargaud, 2000.  (ISBN 2-205-04983-6)
8. Fines conserves Déblok façon boute-en-train, scénario et dessin de Florence Cestac, Dargaud, 2001.  (ISBN 2-205-05058-3) (BNF 37678401)
9. Turlupinades de la maison Déblok, scénario et dessin de Florence Cestac, Dargaud, 2002.  (ISBN 2-205-05229-2)

## Exposition
En 2000, Florence Cestac reçoit le grand prix de la ville d'Angoulême, qui couronne la carrière d'un artiste de la bande dessinée. Par conséquent, en 2001, le festival propose une rétrospective de son œuvre (Les Pieds de nez de Florence Cestac) ainsi qu'une exposition pour un public plus jeune sur Les Déblok.